# 総合上飯田第一病院
社会医療法人愛生会総合上飯田第一病院（しゃかいいりょうほうじんあいせいかいそうごうかみいいだだいいちびょういん）は愛知県名古屋市北区上飯田にある病院である。

## 概要
医療法人愛生会は関連施設として、回復期リハビリテーション専門の上飯田リハビリテーション病院、人工透析専門の上飯田クリニックを有する。

## 沿革
- 1951年（昭和26年）4月 - 名古屋市北区上飯田通に医療法人愛生会上飯田第一病院開設（20床）。
- 1959年（昭和34年）5月 - 上飯田第一病院看護婦寮（鉄筋4階）完成。
- 1962年（昭和37年）3月 - 上飯田第一病院本館（鉄筋3階）完成（106床）。
- 1968年（昭和43年）3月 - 名古屋市北区上飯田北町に上飯田第一病院新病棟開設（211床）。
- 1973年（昭和48年）11月 - 上飯田第一病院（鉄筋7階）新築移転（205床）。
- 1974年（昭和49年）3月 - 旧上飯田第一病院を改築し人工透析部（20床）を設置。
- 1978年（昭和53年）3月 - 上飯田第一病院職員単身寮若草苑新築（鉄筋4階）。
- 1987年（昭和62年）4月 - 人工透析部を上飯田第一病院附属上飯田クリニックとして分離し開設（19床）。
- 1994年（平成6年）10月 - 総合上飯田第一病院内に在宅介護支援センター開設。
- 2002年（平成14年）12月 - 総合上飯田第一病院外来棟改修工事完了。
- 2005年（平成17年）6月 - 総合上飯田第一病院から医療法人愛生会総合上飯田第一病院に名称変更。

## 診療科
- 内科
- 循環器科
- 消化器科
- 呼吸器科
- 腎臓内科
- 神経内科
- 糖尿病内科
- 外科
- 乳腺外科
- 甲状腺外科
- 整形外科
- 皮膚科
- 泌尿器科
- 脳神経外科
- 小児科
- 産婦人科
- 耳鼻咽喉科
- 眼科
- アレルギー科
- リハビリテーション科
- 麻酔科

## 医療機関の指定等
- 保険医療機関
- 労災保険指定医療機関
- 指定自立支援医療機関（精神通院医療）
- 臨床研修指定病院
- 生活保護法指定医療機関
- 特定疾患治療研究事業委託医療機関
- DPC対象病院
- 原子爆弾被害者一般疾病医療取扱医療機関
- 公害医療機関
- 母体保護法指定医の配置されている医療機関
- 産科医療補償制度加入分娩機関

## その他
病床の多く（4人部屋を含む）が差額ベッドであり、差額室料が発生する。
初診時に紹介状がない場合、保険外併用療養費が別途2,200円かかる。

## 交通アクセス
- 名鉄小牧線・名古屋市営地下鉄上飯田線 上飯田駅下車、徒歩で約3分。
- 上飯田バスターミナルより徒歩で約5分。